# 猫はくちゃい
「猫はくちゃい」（Smelly Cat）は、アメリカ合衆国のテレビシリーズ『フレンズ』に登場した楽曲。リサ・クドローが演じる主要キャラの1人・フィービー・ブッフェの自作である。
後年発売されたサウンドトラックにも収録されている。
最初に登場したのは第2シーズン第6話（30話）「忘れ物にご用心」で、この回を担当した脚本家が飼っていた「ゴーダ」という名の犬にちなんで作った歌である。その後もフィービーが歌を披露する場面では定番のように登場し続ける。
フィービーはこの歌にこだわりを持っており、本人曰く「猫を歌った美しい歌」で「どれだけ猫がくちゃいか」ということに重きを置き、猫を思いやる気持ちを大事にしながら歌っている。
第2シーズン第17話（41話）「新しいルームメイト」ではフィービーがプロデューサーに見出され、この曲のPV(プロモーション・ビデオ)が作られた。また、「フィービーの歌がCMに！」では、『猫はくちゃい』が作中のテレビCMの歌として使用されたこともある。
ちなみに妊娠中にお腹が大きくなった時はギターをかかえられず、代わりにスネアドラムを叩きながらレギュラーに歌を聞かせた。
シーズン2第17話では、珍しく『猫はくちゃい』をフィービーと共に他の主要キャラ5人(レイチェル、モニカ、ロス、チャンドラー、ジョーイ)も一緒に歌い、フレーズごとに一人ずつソロで歌うシーンがある(ただしロスは、割振りが足りずソロパートはなし)。また、本作には実在のプロの歌手がゲスト出演したことがあり、クリッシー・ハインドやクリス・アイザックなどが『猫はくちゃい』をフィービーと一緒に歌唱するシーンもある。